# Ralph Abraham (Politiker)

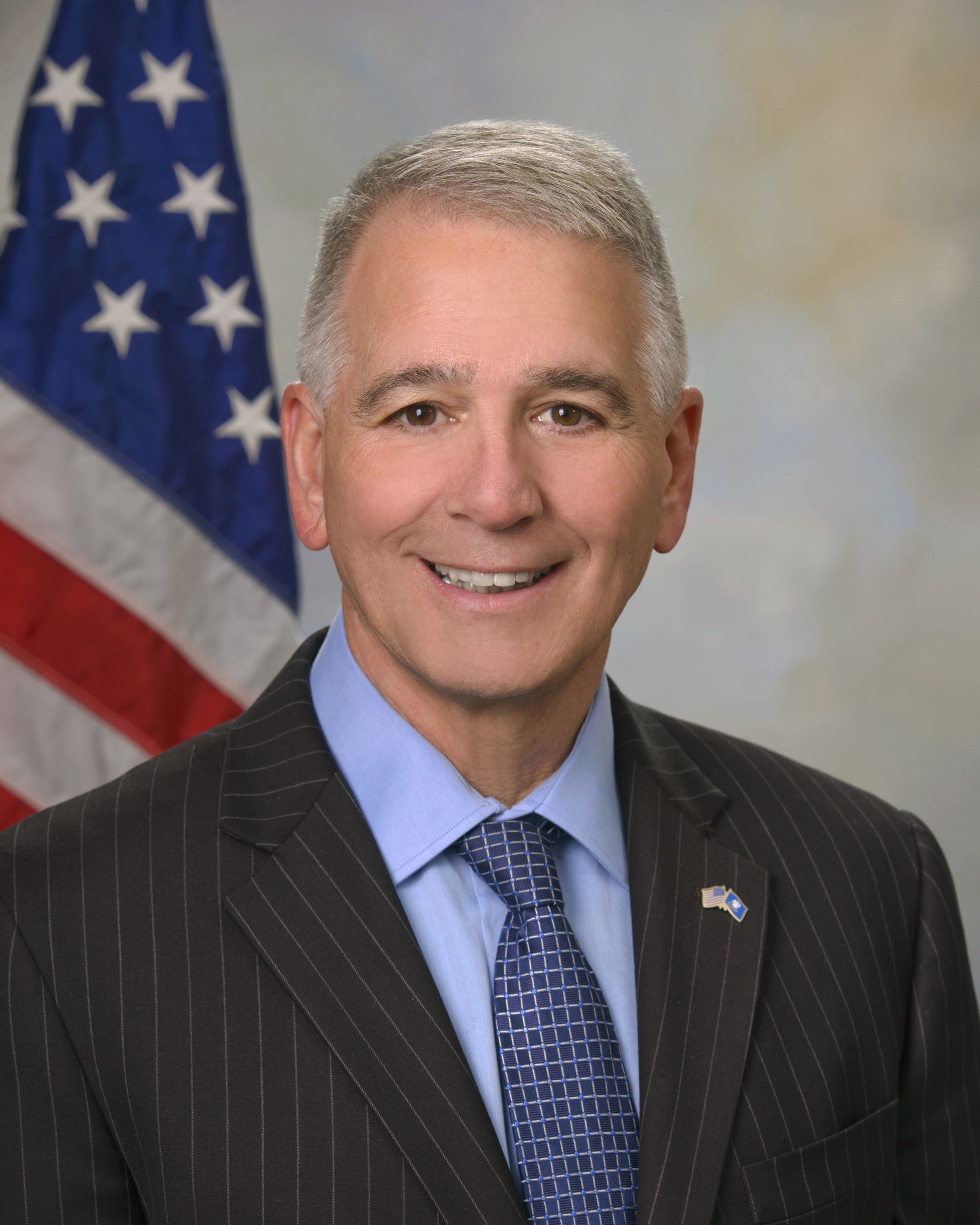
Ralph Abraham (2015)

Ralph Lee Abraham (* 16. September 1954 in Alto, Richland Parish, Louisiana) ist ein US-amerikanischer Politiker der Republikanischen Partei. Von 2015 bis 2021 vertrat er den 5. Kongresswahlbezirk Louisianas im US-Repräsentantenhaus. Er bewarb sich 2019 als Gouverneur seines Bundesstaats und trat 2020 nicht wieder für den Kongress an.

## Werdegang
Ralph Abraham besuchte bis 1972 die Mangham High School in Louisiana. Anschließend studierte er bis 1980 Tiermedizin an der Louisiana State University in Baton Rouge. Er arbeitete für einige Zeit als Tierarzt und studierte dann bis 1994 an der LSU School of Medicine in New Orleans humane Medizin. In der Folge praktizierte er als Arzt. Zwischenzeitlich diente er in den Jahren 1986 bis 1989 in einer Spezialeinheit der Nationalgarde des Staates Mississippi.
Bei der Wahl 2014 wurde Abraham im fünften Kongresswahlbezirk Louisianas in das US-Repräsentantenhaus in Washington, D.C. gewählt, wo er am 3. Januar 2015 die Nachfolge von Vance McAllister antrat, der von seiner Partei nicht mehr nominiert worden war. Er hatte mit 64 zu 36 Prozent der Stimmen den Demokraten Jamie Mayo besiegt. Abraham wurde 2016 und 2018 bestätigt und gehört derzeit dem 116. Kongress an. Im Februar 2020 gab Abraham bekannt, bei der Repräsentantenhauswahl 2020 nicht wieder anzutreten, nachdem ihn Präsident Donald Trump im Januar gebeten hatte, wieder zu kandidieren. Sein Mandat endet am 3. Januar 2021.
Abraham bewarb sich um die Wahl zum Gouverneur Louisianas 2019. In der parteiübergreifenden Vorwahl („Jungle Primary“) trat er am 12. Oktober 2019 unter anderem gegen den demokratischen Amtsinhaber John Bel Edwards an. Abraham erreichte im ersten Wahlgang 23,6 % der Stimmen und zog damit nicht in die Stichwahl ein. Er sprach sich für die Wahl von Eddie Rispone aus.

## Verhalten um die Anfechtung der Wahl 2020
Er gehörte zu den Mitgliedern des Repräsentantenhauses, die bei der Auszählung der Wahlmännerstimmen bei der Präsidentschaftswahl 2020 für die Anfechtung des Wahlergebnis stimmten. Präsident Trump hatte wiederholt propagiert, dass es umfangreichen Wahlbetrug gegeben hätte, so dass er sich als Sieger der Wahl sah. Für diese Behauptungen wurden keinerlei glaubhafte Beweise eingebracht. Der Supreme Court wies eine entsprechende Klage mit großer Mehrheit ab, wobei sich auch alle drei von Trump nominierten Richter gegen die Klage stellten.